# Manuel Benítez Rufo
Manuel Benítez Rufo (Monterrubio de la Serena, Badajoz, 16 de noviembre de 1917 - Dos Hermanas, Sevilla, 29 de julio de 2004) fue un político español y alcalde de la ciudad de Dos Hermanas durante una legislatura, entre el 19 de abril de 1979 y el 23 de mayo de 1983.

## Biografía
En 1932, en un ambiente muy politizado, Manuel Benítez Rufo ingresó en las Juventudes Socialistas de su pueblo natal. La comarca extremeña de La Serena, próxima a la provincia de Córdoba, era una zona con un alto índice de afiliación y de voto al Partido Comunista de España.
El 5 de mayo de 1937, en plena guerra civil española, se hizo miembro del PCE. Tras la guerra civil se exilió en Francia, donde participó en la reorganización de las Juventudes Socialistas Unificadas. En octubre de 1944 se unió a la guerrilla, aunque su brigada tuvo poca actividad.
En 1946 pasó clandestinamente a España y al año siguiente fue detenido y encarcelado. Salió de la cárcel en 1959 y se reencontró con su familia en la localidad sevillana de Dos Hermanas. Allí prosiguió su carrera política y en 1966 pasó a formar parte del Comité Provincial del PCE en la clandestinidad.
En las elecciones generales españolas de 1977 fue elegido diputado por la provincia de Sevilla en las Cortes Constituyentes. Dos años más tarde, en las elecciones municipales de 1979, Manuel Benítez Rufo se presentó a la alcaldía de Dos Hermanas. Tras ganar el PCE por mayoría simple, fue investido como alcalde entre 1979 a 1983.
Por último, entre 1982 a 1987, fue elegido Diputado provincial de Sevilla en Diputación.